# Thomas-Sönke Kluth
Thomas-Sönke Kluth (* 31. Juli 1960 in Hamburg) ist ein deutscher Rechtsanwalt und Politiker (FDP) in Hamburg. Von 2011 bis 2015 war er Mitglied der Hamburgischen Bürgerschaft.

## Leben
Nach Schulbesuch und Abitur in seiner Heimatstadt studierte er dort und an der London School of Economics and Political Science Rechtswissenschaften, Politologie und Volkswirtschaft. 1989 wurde er nach der juristischen Ausbildung als Rechtsanwalt zugelassen. Er ist derzeit geschäftsführender Partner einer Sozietät von Rechtsanwälten, Steuerberatern und Wirtschaftsprüfern. Kluth war von 1989 bis 1991 als wissenschaftlicher Referent am Max-Planck-Institut für ausländisches und internationales Privatrecht tätig. 1992 wurde er mit einer Dissertation über „Telekommunikation als Regelungsgegenstand des europäischen Gemeinschaftsrechts“ promoviert.

## Partei
Kluth trat mit 16 Jahren in die FDP ein und bekleidete verschiedene Positionen in deren damaliger Jugendorganisation Deutsche Jungdemokraten. 1982 trat er aus Protest gegen die Bonner Wende aus der FDP aus und beteiligte sich an der Gründung der Liberalen Demokraten. Als im Laufe des Jahres 1983 deren Scheitern offenkundig wurde, verließ er die LD wieder. 1990 kehrte er in die FDP zurück. Von 2001 bis 2003 war er Bundesvorstandsmitglied der Bundesvereinigung Liberaler Mittelstand. Bei der Bundestagswahl 2002 kandidierte er auf Platz 3 der Landesliste und war Direktkandidat im Wahlkreis 23 Wandsbek. Kluth ist seit 2010 erneut Bezirksvorsitzender seiner Partei in Wandsbek, nachdem er bereits von 2003 bis 2005 dieses Amt innehatte. Über die Landesliste der FDP wurde er 2011 in die 20. Hamburgische Bürgerschaft gewählt. Bei der Bürgerschaftswahl 2015 trat er aus beruflichen Gründen nicht erneut an.